# Greta ochretis
Greta ochretis är en fjärilsart som beskrevs av Richard Haensch 1903. Greta ochretis ingår i släktet Greta och familjen praktfjärilar. Inga underarter finns listade i Catalogue of Life.